# Anwerbeabkommen zwischen der Bundesrepublik Deutschland und Spanien
Das Anwerbeabkommen zwischen der Bundesrepublik Deutschland und dem Königreich Spanien wurde am 29. März 1960 unterzeichnet (Kabinett Adenauer III) und führte zum Beginn einer spanischen Einwanderung in die Bundesrepublik Deutschland. Die angeworbenen Arbeiter wurden in Deutschland als „Gastarbeiter“ bezeichnet. Bis zum Anwerbestopp 1973 kamen insgesamt rund 600.000 spanische Gastarbeiter nach Deutschland. 1974 lebten noch rund 270.000 von ihnen in Deutschland und stellten damit nach türkischen, italienischen, jugoslawischen und griechischen Gastarbeitern eine vergleichsweise kleine Gruppe.
Das Anwerbeabkommen verband das deutsche Bedürfnis, den Arbeitskräftemangel zur Zeit des Wirtschaftswunders zu reduzieren, mit dem Wunsch Spaniens, Devisen einzunehmen und „sozialen Druck abzuleiten“, da sich das Regime Francos unter Druck sah, Arbeitsplätze schaffen zu müssen, aus der politischen Isolation zu gelangen und der Bevölkerung mehr Reisemöglichkeiten zuzubilligen.
Gemäß dem Anwerbeabkommen wurde spanischen Staatsbürgern zur Erzielung von Erwerbseinkommen ein zeitlich befristeter Aufenthalt in der Bundesrepublik Deutschland gewährt. Im Unterschied zum 1955 abgeschlossenen Abkommen mit Italien beinhaltete das Anwerbeabkommen mit Spanien ein Listenverfahren, welches zum Aufbau eines Bewerberpools in Spanien führte. Dieser erhielt für Spanien die bessere Möglichkeit, strukturelle Folgen der Abwerbung zu überblicken, etwa um den Fachkräftemangel im Inland nicht zu erhöhen oder um Personen, die der Wehrpflicht entgehen wollten, von der Ausreise abzuhalten. Deutschland profitierte mittels der in Spanien angelegten Bewerberpools durch ein beschleunigtes Verfahren, einen besseren Überblick über das Arbeitskräftepotential und die bereits bei Poolaufnahme erfolgten Gesundheitstests.
Ähnliche Anwerbeabkommen schloss die Bundesrepublik Deutschland auch mit anderen Staaten, darunter Portugal, was zu einem Wachstum der ibero-deutschen Community führte.